# EuroBOSS Series
De EuroBOSS Series is een raceformule voor oudere Formule auto's. In 2006 waren er races op Mondello Park, Brands Hatch, Circuit Park Zandvoort en op Race Resort Ascari. De EuroBOSS is de Europese equivalent van de USBOSS (Verenigde Staten) en de OZBOSS (Australië). 
De EuroBOSS is voor auto's uit de Formule 1, IRL, Champ Car of Formule 3000 van voor 31 december 2003. Door de open paddocks kunnen fans dicht bij de auto's komen.